# Venojärvi
Venojärvi är en sjö i Finland. Den ligger i kommunen Salla i landskapet Lappland, i den nordöstra delen av landet, 700 km norr om huvudstaden Helsingfors. Venojärvi ligger 206,3 meter över havet. Arean är 36,7 hektar och strandlinjen är 4,59 kilometer lång. Sjön  ingår i Koundaälvens huvudavrinningsområde. 
I övrigt finns följande vid Venojärvi:
- Sarvisuvanto (en sjö)